# ضامن أباد (غلبايغان)
ضامن أباد (بالفارسية: ضامن‌آباد) هي قرية تقع في قسم كناررودخانه الريفي في إيران. يقدر عدد سكانها بـ 165 نسمة .